# Jakkanahalli, Chikmagalur
Jakkanahalli là một làng thuộc tehsil Chikmagalur, huyện Chikmagalur, bang Karnataka, Ấn Độ.